# Niño Dios de México

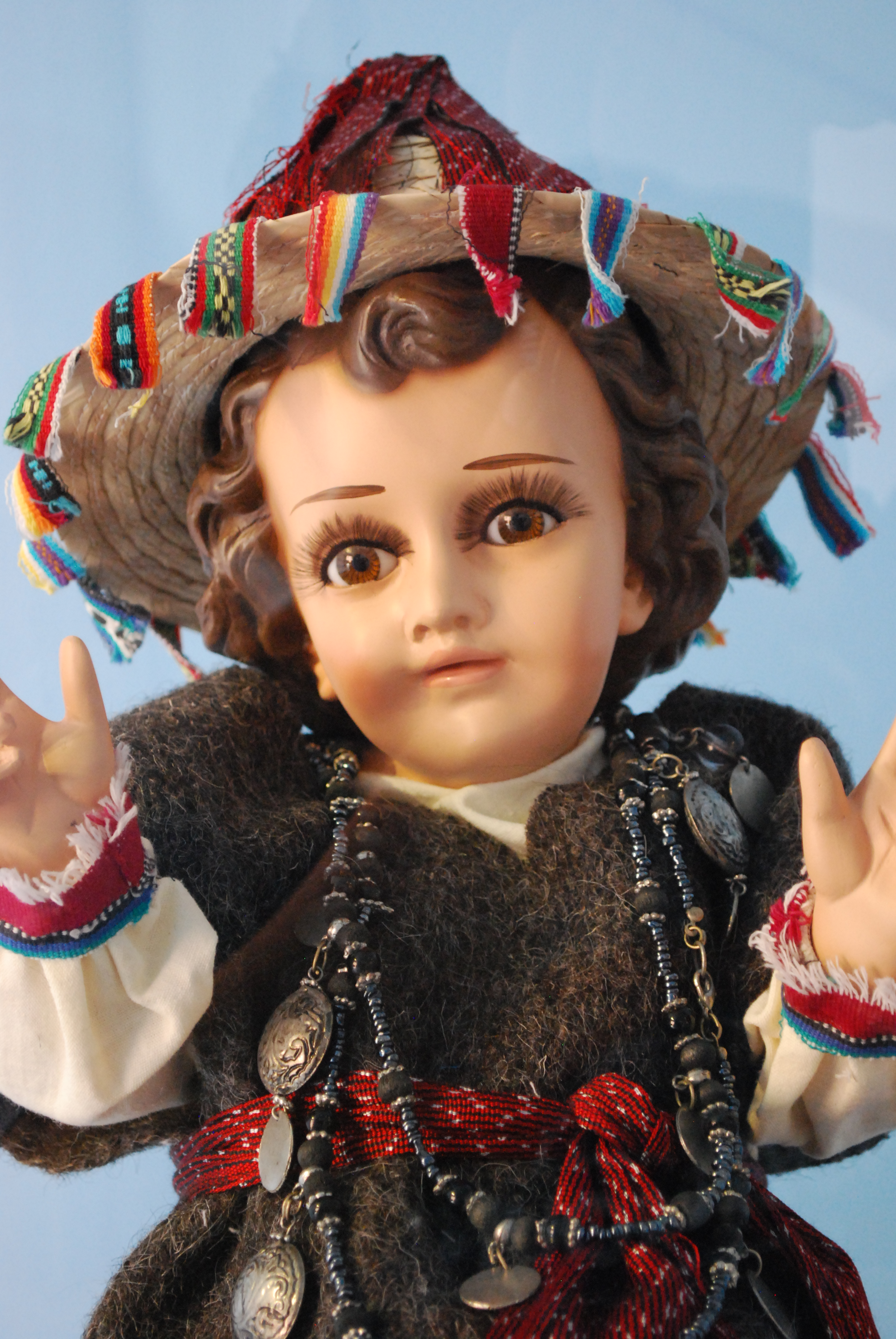
Imagen de Niños Dios vestidos con atuendo de Tzotzil

 El Niño Dios de México es una tradición de venerar al Niño Jesús en dicho país, que ha echado raíces desde el momento en que se introdujo en el siglo XVI y luego se sincronizó con elementos hispanos para formar unas tradiciones únicas. Católicos mexicanos tienen sus propias imágenes del Niño Jesús, el cual es honrado y celebrado durante la temporada navideña, especialmente en Nochebuena y en la Candelaria (2 de febrero). Una tradición exclusiva de México es vestir la imagen con ropa nueva cada año para su presentación en la Misa de la Candelaria. Esta vestimenta puede variar desde representaciones de los santos, vestimenta azteca, futbolistas y más. Además, hay imágenes del Niño Dios que son famosas y honradas localmente durante todo el año.

## Historia

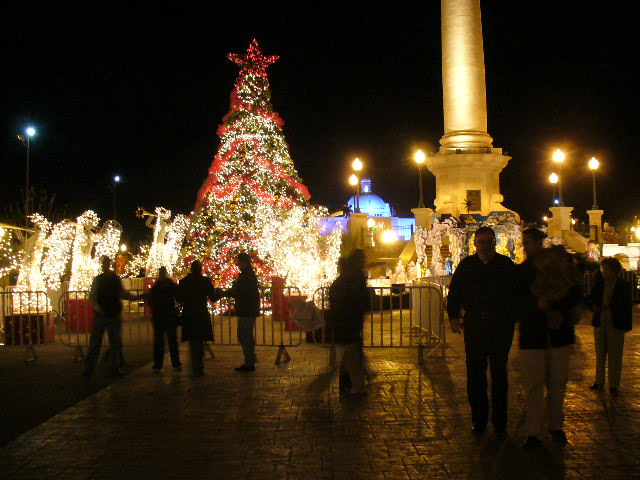
Árbol de Navidad y luces en la plaza principal de la ciudad de Chihuahua.

La veneración del Niño Jesús es una tradición europea, siendo los ejemplos más conocidos el Niño Jesús de Praga y el Santo Niño de Atocha. Este la tradición fue traída por los españoles a México después de la conquista española del Imperio Azteca. En México esta veneración ha tomado elementos indígenas, y es considerada una de las tradiciones católicas más arraigadas en México. Parte de la razón de esto fue que los nativos mexicanos ya tenían tradiciones de representar deidades en pintura o escultura con ritos dedicados a esa encarnación, incluyendo dramatizaciones. Una de las tradiciones más antiguas relacionadas con el Niño Jesús en México es la pastorela, una dramatización basada en el nacimiento de Jesús. La “Adoración de los Reyes Magos” fue probablemente la primera “pastorela” en México organizada por Fray Andrés de Olmos. Fue escrito en náhuatl y también hubo adaptaciones a la cultura indígena en el guion. La tradición de recrear escenas del nacimiento de Cristo fue reconocida por Juan de Zumárraga, primer obispo de la Nueva España quien ordenó que se generalizara esta práctica para la evangelización. Muy pronto, estas recreaciones comenzaron a variar según las costumbres locales y la región y las realizaban con mayor frecuencia las clases bajas. El tema principal de estas obras es el viaje de los Tres Reyes Magos a Belén, pero los demonios intentan interponerse en su camino. En la mayoría de las versiones, los demonios son vencidos por el Arcángel Miguel u otro ángel y los Reyes Magos llegan a su destino. Los personajes suelen incluir pastores, demonios, ángeles y los Reyes Magos. En ocasiones aparecen otros personajes como María y José, indios, ganaderos y monjes. Al finalizar la obra todos besan la imagen del niño Jesús. 
La veneración del Niño Jesús es más fuerte durante la temporada navideña, que comienza oficialmente aproximadamente una semana antes de Nochebuena (con posadas) y termina en la Candelaria, el 2 de febrero. En Nochebuena, la figura del Niño Jesús se coloca en el Belén en una celebración que se realiza en el hogar. Este evento se llama "acostar al niño". La figura es portada por una o varias de las jóvenes mientras el resto de la familia canta canciones de cuna u otras canciones infantiles y/o navideñas. Cada miembro de la familia besa la imagen mientras canta. La figura es depositada en el pesebre, donde permanece hasta el dos de febrero.
Esta ceremonia varía según la familia y la comunidad. Por ejemplo, en la comunidad de Dzitnup, en el municipio de Valladolid (Valladolid, Yucatán)], el pueblo maya aquí tiene su propia variación. Además de colocar al niño en el pesebre, hay una danza llamada “Abraham e Isaac”. Este baile incluye personas que interpretan a los dos personajes principales y también a los demonios. La danza es acompañada por un instrumento de viento prehispánico llamado “tunkul”, el cual es similar al “teponatli” usado en otros estados como Guerrero y Puebla.
Otra tradición de Nochebuena es que los niños le escriban cartas al Niño Jesús, normalmente para pedirle cosas como juguetes y ropa.

## Candelaria

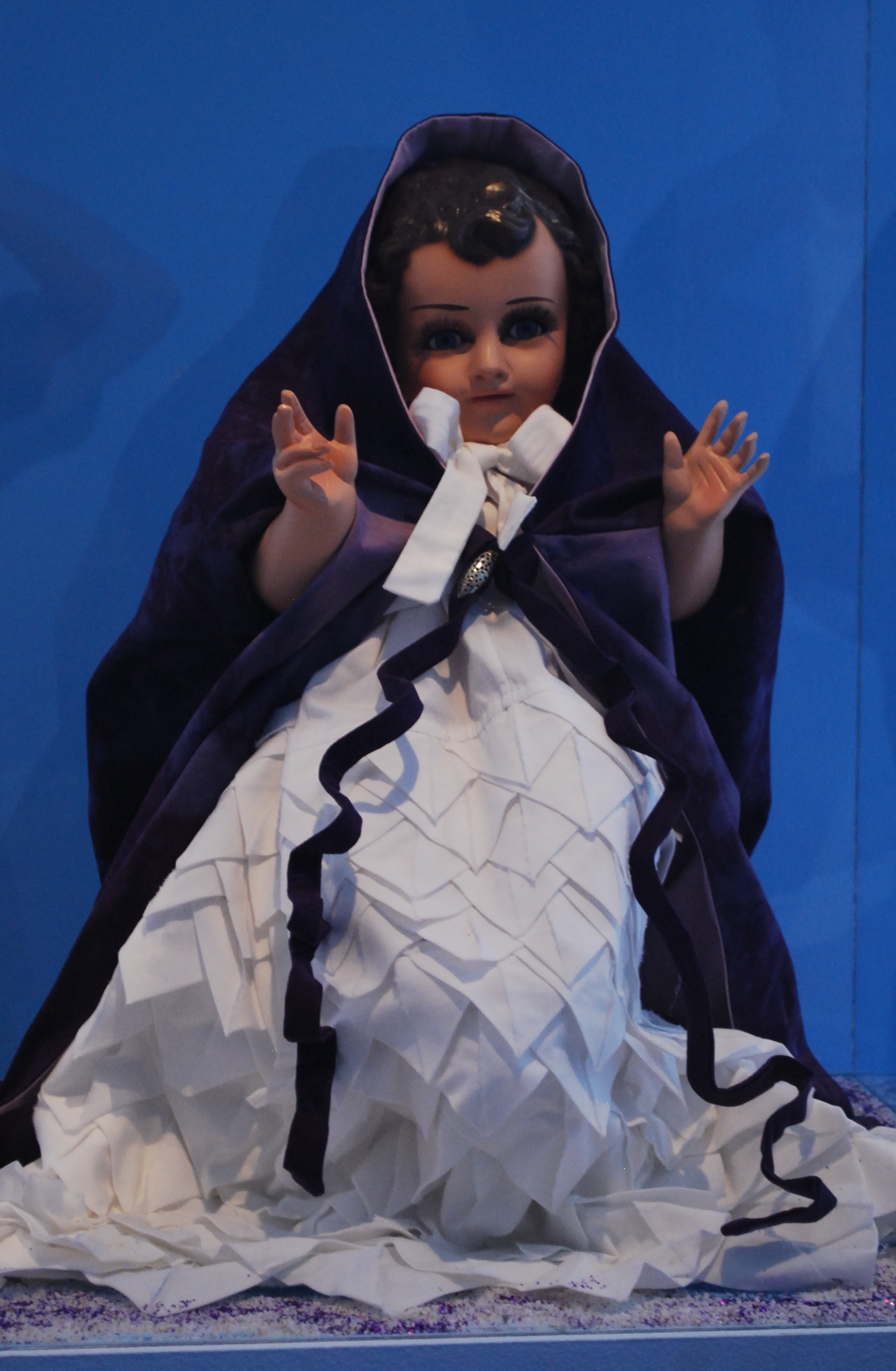
Figura del Niño Dios con traje de bautizo más tradicional

La Candelaria, el 2 de febrero, marca el final de la temporada navideña y los belenes generalmente permanecen intactos en el hogar hasta esta fecha. Los preparativos para la Candelaria pueden comenzar el 6 de enero, conocido como "Día de Reyes". En este día se comparte un pan dulce en forma de aro llamado Rosca de Reyes. En el interior de la Rosca se esconden una o más figuras en miniatura de un infante. Quienes encuentren estas muñecos tradicionalmente tienen que cumplir en Candelaria. Estas obligaciones siempre incluyen ser responsable de comprar tamales y bebidas para este día, pero también puede indicar un compromiso más serio. Puede significar que la persona seleccionada deba adquirir un traje para el Niño Dios de la familia por uno, dos o tres años. Es posible que la persona también necesite comprar un traje para el bebé en miniatura encontrado.
Cada año, el Niño Dios de la casa es llevado a Misa el 2 de febrero para ser bendecido. Después de la misa, la familia regresa a casa para celebrar, típicamente con tamales, buñuelos, atole y chocolate caliente. La tradición recuerda que cuarenta días después del nacimiento de Jesús, María y José llevaron al niño al Templo para presentarlo a los sacerdotes.
Para presentar al Niño Dios en la Misa, la tradición señala que la imagen debe vestirse con un traje nuevo. Estos conjuntos pueden variar mucho, pero algunos son los más populares. Para quienes cumplen el compromiso de tres años, la imagen se viste de blanco durante el primer año, simbolizando la pureza. Este también es el caso si la imagen que se presenta es nueva. Otros trajes comunes y tradicionales incluyen Santo Niño de Atocha con báculo y sentado en una silla, “Niño de las palomas” con túnica blanca y una paloma entre las manos, como San Francisco con sandalias y túnica marrón, sosteniendo un animal, o “Niño de las azucenas” lirios) con túnica blanca y sosteniendo un ramo de lirios.
La tradición de comprar un ropa nueva cada año ha dado lugar a un mercado de ropas para las imágenes. La compra de los trajes generalmente comienza en diciembre y continúa hasta el 2 de febrero. Los conjuntos van desde los más sencillos confeccionados con tejidos económicos hasta elaboradas creaciones en seda. Los trajes más comunes están confeccionados con seda, raso, algodón y brocados decorados con plata u oro. Las papelerías generalmente venden los trajes más tradicionales y los más caros. Sin embargo, estos trajes se compran más comúnmente en los mercados abiertos tradicionales llamados “tianguis.” Aquí se pueden encontrar más originales y pueden incluir varios santos, vestimentas prehispánicas, mariachis, futbolistas y vestimentas étnicas de varias nacionalidades. También se aceptan pedidos personalizados. Algunos sacerdotes católicos desaprueban los trajes no tradicionales y solo quieren blanco. Muchos de los trajes son originales y algunos causan escándalo y están prohibidos por la iglesia católica, como el Niño Dios vestido de narcotraficantes.
Algunas recomendaciones que da la Arquidiócesis de México (SIAME):
1. El Niño Jesús no es un muñeco. La imagen representa a Jesús, el Hijo de Dios hecho hombre encarnado en el seno de la Virgen María, que irrumpió en la historia de la humanidad para salvarla del pecado y abrirle las puertas del cielo a todos los hombres. Por ello merece un especial respeto.
2. Al tratarse de Jesucristo, Dios hecho hombre, se le puede vestir con alguno de los atributos que celebra la Iglesia Católica como el Señor de la Divina Misericordia, el Sagrado Corazón, Cristo Rey, el Buen Pastor, etc.
3. Vestir al Niño Jesús de Santo, como San Juan Diego o San Juditas, por ejemplo, no es adecuado porque "son los santos quienes buscan parecerse a Jesús y no al revés", dice el P. José de Jesús Aguilar.
4. El Niño "no se enoja" si no se le coloca ropa nueva. En primer lugar, se trata de una imagen hecha de cerámica, resina u otro material que no ve, no siente, ni escucha.
5. El sacerdote indicó que no hay que dejarse llevar por el interés económico y ofrecer "novedades" que pueden ser contrarias al respeto religioso
6. Vestir la imagen como "Niño del éxito y la prosperidad", "Niño de la suerte", "Ángel de la abundancia" o "Ángel del Amor" es convertirlo en una especie de amuleto. Esto es caer en superstición y es pecado porque pretende manipular a Dios. "Tampoco debe convertirse en motivo para que los católicos seamos criticados como idólatras", aconsejó el P. Aguilar.
7. El P. Aguilar explicó que "la Iglesia siempre ha enseñado que las imágenes del Niño Dios deben ser bellas, dignas y tratadas con decoro, porque nos recuerdan que Cristo nació, fue niño y creció entre nosotros".[9]

En la Casa de Cultura Griselda Álvarez de la Ciudad de México se exhibió a veinticuatro Niños Dios vestidos de diversas formas: de pescador, de Papa, de Arcángel Gabriel, de Sagrado Corazón y de Atocha. . La colección es de La Casa de los Niños Dios Uribe. Las imágenes varían en tamaño desde muy pequeñas a muy grandes y en material, siendo mayoritariamente cerámica o madera.

## Imágenes particulares de Niño Dios

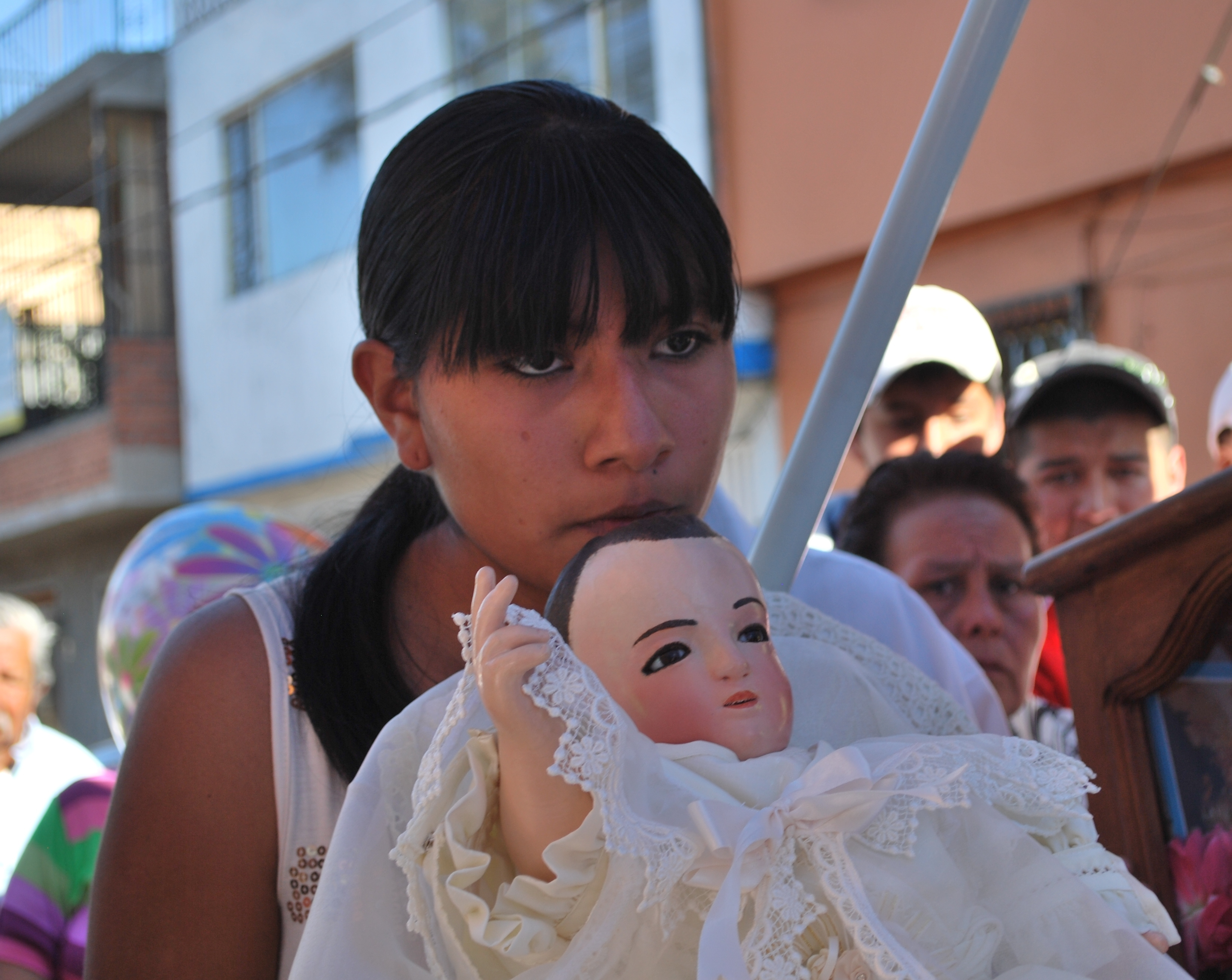
El Niñopa sostenido por una niña durante una procesión en la alcaldía Xochimilco, CDMX.

Además de la veneración familiar de los Niños Dios durante la temporada navideña, hay una serie de imágenes del Niño Jesús que tienen devoción durante todo el año. Estos Niños Dios suelen tener un lugar especial en el culto de los católicos mexicanos, pero en ocasiones han sido objeto de “secuestros” y disputas. La mayoría de las imágenes más conocidas se encuentran en la Ciudad de México y el centro de México. Las ofrendas a estas imágenes suelen ser juguetes o dulces, una tradición relacionada con las ofrendas hechas a los muertos para el más allá en la época prehispánica.

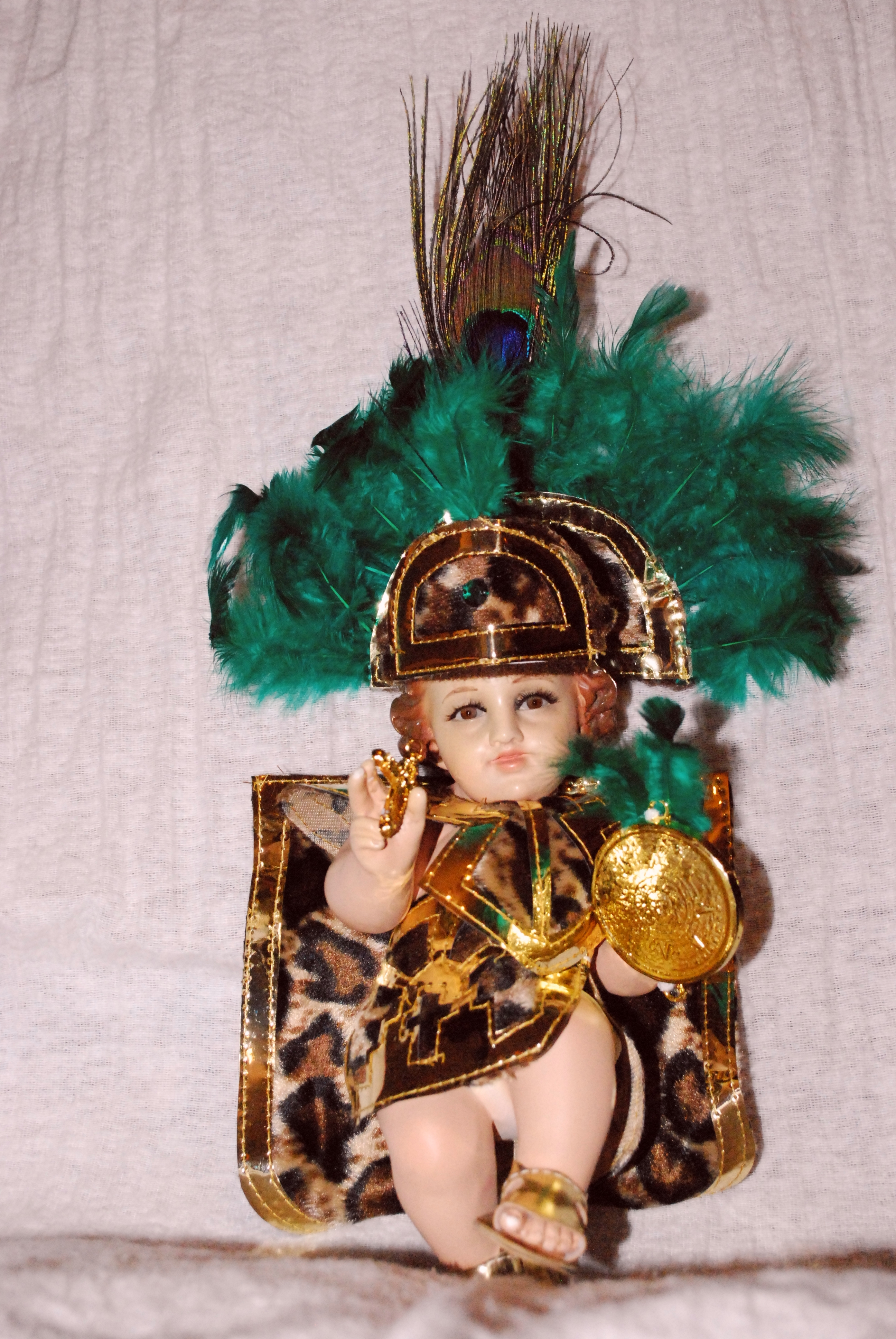
Imagen de Niño Dios vestido con traje azteca

Una de las primeras imágenes del Niño Dios en México es el Niño Cautivo que se encuentra en la Catedral Metropolitana Catedral de la Ciudad de México. Fue esculpida en el siglo XVI por Juan Martínez Montañez en España y comprada por la catedral. Sin embargo, en su camino a Veracruz, los piratas atacaron el barco en el que se encontraba y lo saquearon. Para recuperar la imagen se pagó un gran rescate. Hoy, la imagen se encuentra en la Capilla de San Pedro o De las Reliquias.
Tradicionalmente, la imagen ha sido solicitada por quienes buscan liberarse de restricciones o trampas, especialmente problemas económicos, drogadicción o alcoholismo. El culto al Niño Cautivo es considerado “inactivo” por el INAH.  Sin embargo, esta imagen en particular ha regresado desde el año 2000 como una petición cuando un miembro de la familia es secuestrado y retenido para pedir rescate.
Otro Niño Dios famoso es el Niñopa (también escrito Niño-Paor Niñopan) de Xochimilco, que también es del siglo XVI. Esta imagen originalmente perteneció a un jefe indígena llamado El Viejo. El nombre “Niño Pa” es un híbrido de la palabra española para “niño” (niño) y la palabra náhuatl para “lugar” (pan) que significa “hijo del lugar”. Se dice que esta imagen sale de noche a visitar a las personas en sus sueños y a revisar los cultivos de la comunidad. Algunos afirman haber encontrado barro en los zapatos de la imagen por la mañana.
Esta imagen ha estado guardada en la casa de una u otra familia durante más de 430 años. La familia anfitriona que se convierte en sus “padrinos” o mayodomos durante el año. Ser “padrino” de esta imagen es un gran honor en Xochimilco, con la lista extendiéndose hasta 2035 con familias esperando cincuenta años. La familia prepara un dormitorio especial en su casa para albergar al niño durante todo el año. Aquellas familias que han albergado la imagen en años pasados cuentan con réplicas del Niño Pa.

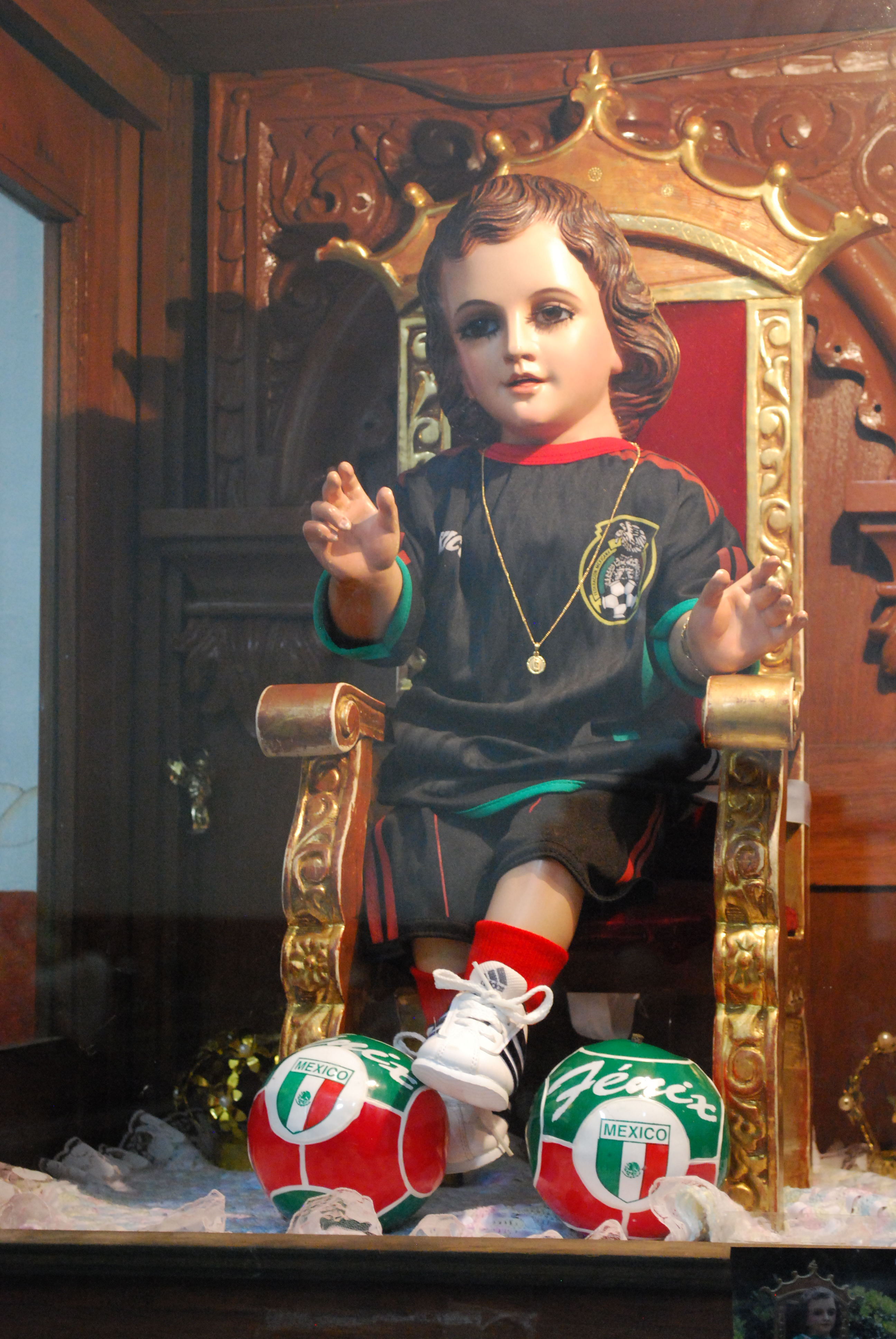
Niño de los Milagros o Niño Futbolista con el uniforme de la Selección de fútbol de México para la Copa Mundial 2010

Se afirma que esta imagen se hizo invisible cuando los soldados del gobierno vinieron a reclamarla durante la Guerra Cristera. Se presumió que la imagen estaba hecha de madera de naranjo por los escritos. al respecto por Martín Serón y Alvarado. Sin embargo, se demostró que esto era falso en la década de 1970, cuando la imagen se cayó y se rompió un dedo. Se elabora la madera de un árbol llamado “chocolín” en los talleres de Bernardino de Siena en el siglo XVI o XVII.

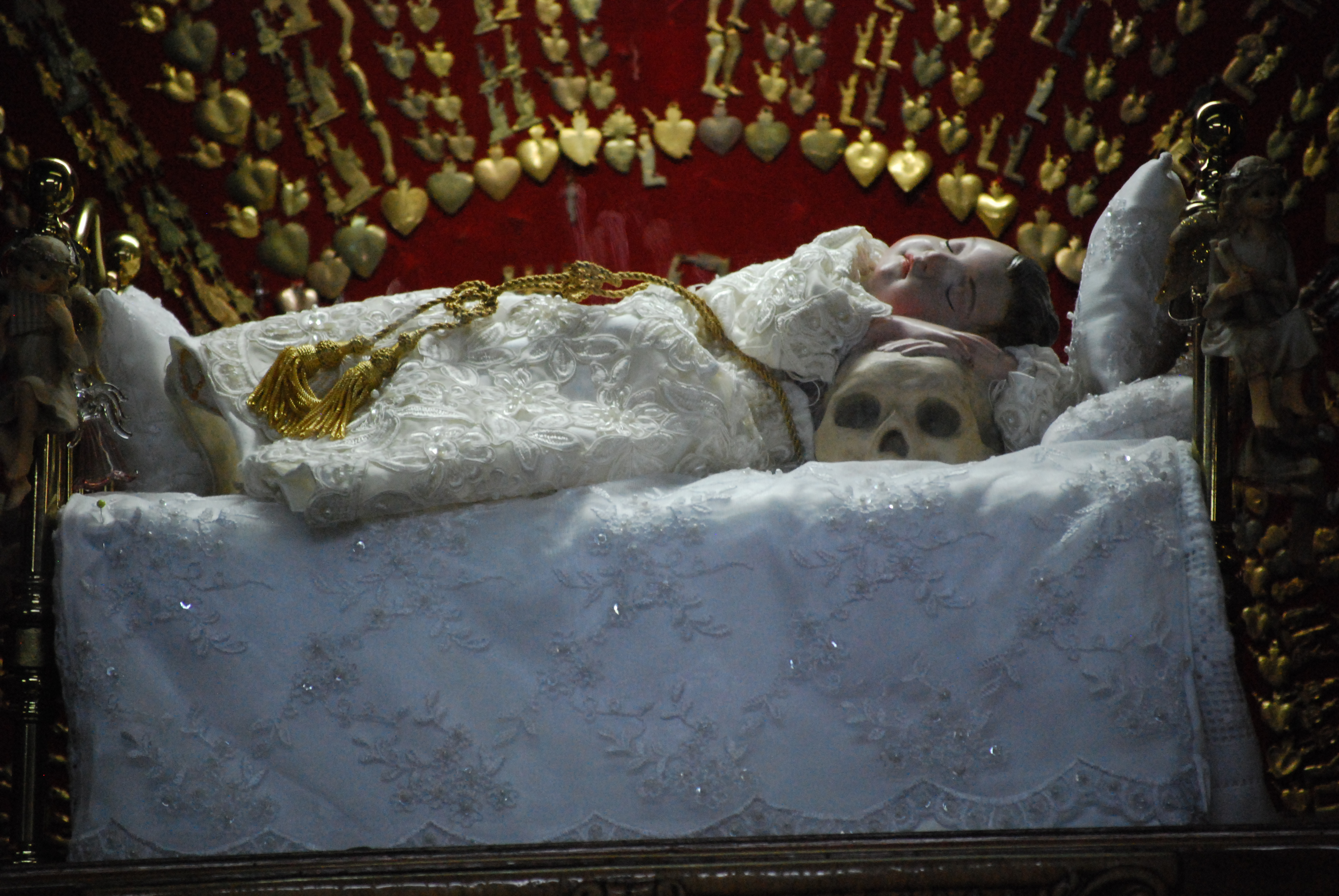
Niño de las Suertes

### El Niño de las Suertes
"En el año de 1806, dos sacerdotes misioneros que caminaban por el rumbo de Tlalpan (CMDX) escucharon en el camino el llanto de un niño pequeño.
Desconcertados comenzaron a buscar en las inmediaciones y al acercarse al sitio de dónde provenía el llanto encontraron una pequeña imagen del Niño Jesús que dormía plácidamente sobre un cráneo; al mismo tiempo, en aquel lugar brotó un manantial de agua al que se le llamó “El ojo del Niño”.
Los sacerdotes llevaron la pequeña imagen al Señor Arzobispo, quien en ese entonces era Francisco de Lizana Beaumont, al contemplar al Santo alabó la Misericordia de Dios.
Mediante un sorteo acordaron donar al Niño a la ciudad que resultara con la “suerte de Dios” y fue así como el convento de las Monjas Concepcionistas de San Bernardo, ubicada en una de las comunidades más pobres en aquel entonces, ganó en tres ocasiones la rifa (una de ellas aun cuando fue sacado de la terna) por lo que fue indudable que el Santo quería ir a aquella zona.
Al preguntar a la madre superiora cómo llamarían a la imagen mencionó que los católicos lo conocerían como “El Santo Niño de las Suertes”, pues la imagen fue echada a “las suertes” como comúnmente se le llamaba a los sorteos de aquella época.
Tras varias mudanzas del convento de las Monjas Concepcionistas de San Bernardo el nuevo templo dedicado al Santo Niño de las Suertes está en el pueblo de Santiago Tepalcatlalpan, ubicado en Xochimilco donde es venerado desde 2010". Desgraciadamente, en tiempos presentes, el cráneo atrajo a quienes buscan justificación en el ídolo la muerte.
En Tacuba (Ciudad de México)], hay una imagen llamada Niño Futbolista aunque su nombre real es "Santo Niño de los Milagros". Se considera generoso a la hora de conceder milagros y se encuentra en una vitrina rodeada de juguetes que regalan los fieles a los favores recibidos. Cada cuatro años, cuando se juega la Copa Mundial de la FIFA, esta imagen es vestida (de forma sacrílega) con el uniforme de la selección nacional de fútbol de México, con la esperanza de que México gane la copa.
El Santo Niño Doctor de los Enfermos se encuentra en un altar lateral en la parroquia de San Francisco de Asís en Tepeaca, Puebla. La imagen es antigua pero la devoción a ella es relativamente reciente. La imagen pertenecía a una monja del Hospital Concepción Béistegui de la Ciudad de México. Cuando la monja fue trasladada a Tepeaca, trajo la imagen consigo y la tuvo consigo mientras atendía a los enfermos. Esta imagen tiene fiesta propia en esta iglesia desde 1961 el 30 de abril.
Otros Niños Dios localmente famosos en la Ciudad de México incluyen el Niño Limosnerito' en la Colonia Santa María la Ribera, el Santo Niño del Verbo Encarnado en la Colonia Alfonso XIII y el  'Santo Niño Muevo Corazones en la Colonia Santa Tomás. A esta última imagen se le atribuye la conversión de muchas personas al catolicismo. Fuera de la Ciudad de México, se encuentra el Niño Jesús de la Salud en Morelia , el Niño Milagroso de Tlaxcala, el Niño Cieguito en Puebla (llamado así porque carece de ojos) y el Santo Niño de Atocha en Fresnillo, el lasat una versión local de una representación española.